# Sandra Corzilius
Sandra Schwarzmaier (* 26. März 1975 in Buchholz in der Nordheide; geborene Sandra Corzilius) ist eine deutsche Schauspielerin.

## Leben
Sandra Schwarzmaier war 1994 erstmals als Visagistin hinter der Kamera tätig. Von 1998 bis 2002 erhielt sie eine Gesangsausbildung in klassischem sowie in Musical-Gesang bei Rita Sauerwein. Parallel dazu absolvierte sie zwischen 1999 und 2002 eine Schauspielausbildung bei der Actors Company in Aschaffenburg und nahm 2002 Schauspielunterricht bei Jim Beaulieu.
Von März 2003 bis 2009 spielte sie in der Sat.1-Serie Lenßen & Partner die Rolle der Privatdetektivin Katja Hansen. Ende 2009 stand sie in der gleichen Rolle für Lenßen – Der Film vor der Kamera. Bühnenerfahrung konnte sie bei dem Theaterstück „Die unsichtbare Sammlung“ des österreichischen Schriftstellers Stefan Zweig sammeln. Darüber hinaus ist Corzilius als Sprecherin für Radiowerbung tätig. 2013 stand sie neben Julian Bayer, Hubert Burczek und ihren Ehemann Michael Schwarzmaier, im Preisgekrönten (Colorado International Activism Filmfestival) Katastrophen Drama Final Picture vor der Kamera.
Corzilius heiratete am 24. Juni 2016 den Schauspieler Michael Schwarzmaier und wohnt mit ihm in München.

## Filmographie

### Fernseh-Serien
- Lenßen und Partner (2003–2009)
- Marienhof (2008)

### Kurzfilme
- 2012: Die Rolltreppe
- 2012: Zet-Nation

### Spielfilme
- 2009: Lenßen – Der Film
- 2012: Final Picture